# Nehuén Bazán
Óscar Nehuén Bazán, né le 10 septembre 1999, est un coureur cycliste argentin.

## Biographie
En 2018, Nehuén Bazán est recruté par l'équipe continentale Start, qui possède une licence bolivienne. Cette formation basée à Audenarde lui offre la possibilité de disputer de nombreuses courses en Europe,.
En 2019, il remporte le Tour de San Luis des moins de 21 ans et le championnat d'Argentine sur route espoirs.

## Palmarès et résultats

### Palmarès par année
- 2015
  - 2e du Tour de Pampelune
- 2019
  -  Champion d'Argentine sur route espoirs
  - Tour de San Luis des moins de 21 ans :
    - Classement général
    - 1re, 3e (contre-la-montre) et 4e étapes

### Classements mondiaux
| Année            | 2020 |
| ---------------- | ---- |
| UCI America Tour | 193e |